# مينيرو
مينيرو (بالبرتغالية: Mineiro‏) (مواليد 2 أغسطس 1975 في بورتو أليغري - البرازيل) لاعب كرة قدم برازيلي يلعب حاليا لصالح نادي الدرجة الأولى شالكه الألماني منذ 2009 في مركز الوسط المدافع .

## روابط خارجية
- مينيرو على موقع الاتحاد الدولي (مؤرشف)  (الإنجليزية)
- مينيرو على موقع قاعدة بيانات كرة القدم.إي يو (الإنجليزية)
- مينيرو على موقع بيانات كرة القدم. دي إي (الألمانية)
- مينيرو على موقع ليكيب (الفرنسية)
- مينيرو على موقع ناشيونال فوتبول تيمز (الإنجليزية)
- مينيرو على موقع Soccerbase.com (لاعب) (الإنجليزية)
- مينيرو على موقع عالم كرة القدم.نت (الإنجليزية)